# Henry Cort

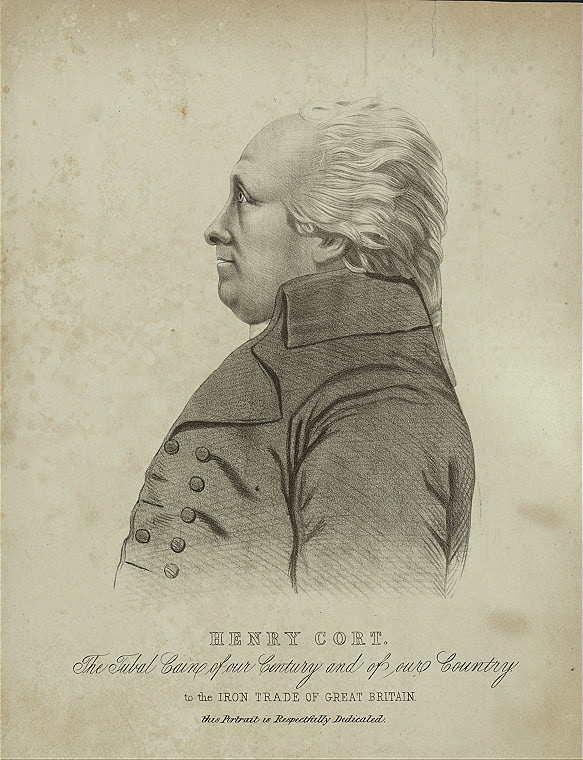
Henry Cort

Henry Cort (* 1740 in  Lancaster; † 23. Mai 1800) war ein englischer Unternehmer und Metallurg während der Industriellen Revolution in England. Er patentierte 1783 ein mechanisches Walzverfahren in der Eisenerzeugung und erfand 1784 das Puddelverfahren zur Herstellung von Schmiedeeisen (Stahl) aus Roheisen, das zur Grundlage der Schmiedeeisenproduktion im 19. Jahrhundert wurde.

## Leben
Henry Cort war der Sohn eines Baumeisters, aber über seine Jugend ist wenig bekannt. Ab 1765 war er erfolgreich als Navy Agent (Marine-Ausstatter) in London tätig, wobei er Kenntnisse über die unterschiedliche Qualität verschiedener Eisenprodukte für die Schifffahrt erwarb. Einblick in die Praxis eines Hüttenbetriebs erhielt er erst 1772 in der Hütte eines Onkels seiner Gattin. 1775 gab er sein Geschäft als Navy Agent auf und erwarb eine Hammerschmiede, wohl weniger aus technischem Interesse als um ausstehende Forderungen realisieren zu können. 1780 schloss er einen Vertrag mit der Royal Navy über die Lieferung von Eisenreifen für Schiffsmasten im Tausch gegen Schrottreifen, die als Rohstoff begehrt waren, und erweiterte deshalb seinen Betrieb um ein Walz- und Schneidewerk.
1783 patentierte er ein Walz- und Schneideverfahren mit Rillenwalzen und 1784 das Puddelverfahren, bei dem anstelle der immer knapper und teurer werdenden Holzkohle erstmals die reichlich verfügbare und billige Steinkohle eingesetzt werden konnte, um Roheisen in Schmiedeeisen umzuwandeln.
Der Vertrag mit der Navy verlief zwar erfolgreich, brachte aber natürlich nicht die erforderliche Liquidität. Einen Teil des benötigten Kapitals erhielt er von Adam Jellicoe, dem Vize-Zahlmeister der Navy, dem er sicherheitshalber seine Patente verpfändete und dessen Sohn in das nun als Cort & Jellicoe firmierende Geschäft aufnahm. Als Adam Jellicoe überraschend starb, wurde offenbar, dass er beträchtliche Schulden hinterließ und den Kredit an Cort aus der Kasse der Navy entnommen hatte. Die Navy verklagte die Gesellschaft Cort & Jellicoe auf Schadenersatz. Verschiedene Korruptionsfälle in der Navy und im Schatzmeisteramt verhinderten jedoch, dass Cort die Forderungen erfüllen konnte und brachten ihn um seine Patente und sein sonstiges Vermögen. Er erhielt nach längeren Bemühungen lediglich eine kleine Pension und starb verarmt am 23. Mai 1800. Er hinterließ seine Witwe und zehn Kinder.
Cort war zweimal verheiratet: mit Elizabeth Brown und 1768 mit Elizabeth Heysham. Er ist in Hampstead in London begraben.